# Неформальна освіта
Неформальна освіта (англ. Non-formal education) — освіта, яка є інституціоналізована, цілеспрямована, спланована особою або організацією, яка забезпечує надання освітніх послуг. 

## Загальний опис
Визначальною характеристикою неформальної освіти є те, що вона є доповненням та / або альтернативою формальної освіти в навчанні протягом усього життя індивідуума. Навчання в рамках таких програм часто ведеться для забезпечення загального права доступу до освіти. Неформальна освіта доступна людині будь-якого віку, але вона не обов'язково має спрямовану структуру; вона може бути короткою за тривалістю та / або низькою за інтенсивністю; й вона, як правило, організується у вигляді короткострокових курсів, майстер-класів або семінарів. Неформальна освіта найчастіше веде до отримання кваліфікацій, які не визнаються кваліфікаціями формальної освіти або еквівалентами формальної освіти відповідними національними або субнаціональними органами освіти, або кваліфікації зовсім не присвоюються. Неформальна освіта може охоплювати програми по ліквідації неписьменності дорослих і молоді та програми для дітей, які не відвідують школу, а також програми з розвитку життєвих і трудових навичок, програми, що спрямовані на соціальний і культурний розвиток.
Неформальна освіта — це освіта, яка здобувається, як правило, за освітніми програмами та не передбачає присудження визнаних державою освітніх кваліфікацій за рівнями освіти, але може завершуватися присвоєнням професійних та/або присудженням часткових освітніх кваліфікацій.

### Види неформальної освіти
- Професійні курси/тренінги — це тренінги та/чи семінари для робітників компаній з підвищення кваліфікацій та/чи здобуття нових навичок. Як правило, професійні курси проводяться в короткі періоди та в умовах «безпечного простору». За цільовою аудиторією, професійні курси поділяються на корпоративні (за які платить працедавець) та індивідуальні (за які платить здобуваючий/ча освіту).[4] Прикладом безкоштовної неформальної професійної освіти є Школа програмування Ш++[5].
- Громадська освіта — готує населення країни, особливо молодь, виконувати свою роль як громадян. Одна з найвідоміших теоретиків громадянської освіти Емі Гутман визначає її як «культивування чеснот, знань і навичок, необхідних для участі у політичному та соціальному житті». При цьому громадянська освіта включає в себе неформальні соціальні інститути (сім'ї, громади, бібліотеки, церкви, громадські організації, профспілки, спортивні команди, виборчі кампанії, ЗМІ тощо).[6]
- Онлайн освіта (MOOC) — це інтернет-курс з великомасштабною інтерактивною участю та відкритим доступом через інтернет. На додаток до традиційних матеріалів навчального курсу, такі як відео, читання, і домашніх завдань, MOOC надає можливість використання інтерактивного форуму користувачів, які допомагають створити спільноту студентів, викладачів та асистентів. Це одна із найновіших форм дистанційного навчання, яка активно розвивається у світовій освіті. Подібні сайти розраховані на студентів різних попередніх рівнів підготовки — як новачків, так і досвідчених фахівців.
- Професійні стажування — навчання персоналу на робочому місці під керівництвом відповідальної особи після теоретичної підготовки або одночасно з нею з метою практичного оволодіння спеціальністю, адаптації до об'єктів обслуговування та керування, набуття навичок швидкого орієнтування на робочому місці та інших прийомів роботи.

### Менеджмент якості неформальної освіти
В Україні на даний момент не існує визнаних стандартів неформальної освіти. Але декілька організацій наразі займаються розвитком стандартів та показників якості неформальної освіти в Україні. Серед них:
- Українська Академія Лідерства — 10-місячна програма неформальної освіти для випускників шкіл(віком від 16 до 20 років), що будується на поєднанні елементів фізичного, емоційного та інтелектуального розвитку. Приклади курсів: фінансовий менеджмент, історія України, психологія відносин, кулінарія, проєктний менеджмент. Також під час програми відбуваються експедиції Україною, дослідження Ізраїлю та  Європи.
- Prometheus — український MOOC, що надає можливість безкоштовно створювати онлайн-курси, за умови якісного та відповідного до цінностей ресурсу контенту.
- ВУМ online — платформа громадянської освіти, яка створює онлайн-курси для розвитку українського суспільства. Платформа створена на основі Відкритого Університету Майдану.
- Центри готовності цивільних навчають громадян надавати першу домедичну допомогу, як поводитись під обстрілами, проводять тренінги з психосоціальної підтримки.[8]
- Інша Освіта — українська громадська організація, що працює за стандартами неформальної освіти Німеччини «Theodor Heuss Kolleg»[9], та проводить професійні курси для освітян з дотримання стандартів якості неформальної освіти[10].
- Центр гуманістичних технологій «АХАЛАР» — чернігівська громадська організація, що розвиває якість громадянської освіти в Україні[11].
- Технічна студія «Винахідник» — розвиває якість освіти за допомогою LEGO через свої курси навчання та франшизу, що контролює дотримання цінностей та стандартів якості навчання[12]
- Міжнаціональний центр неформальної освіти — громадська організація, яка активно сприяє популяризації неформальної освіти, а також міжнародного діалогу серед молоді завдяки молодіжним обмінам;
- Math Is Your Future — міжнародна онлайн-школа математики започаткована в Україні. Надає можливість вчителям математики з України ознайомлюватись з міжнародними навчальними методиками, програмами і стандартами та інтегрувати їх у викладацьку практику.
- Навчай для України — неприбуткова організація, що залучає молодих спеціалістів для викладання в школах України.
- Благодійна організація "Благодійний фонд «ПроОсвіта» — займається розвитком громадянської освіти в малих містах і селах України, вбачаючи в цьому запоруку підвищення загального рівня освіченості нації. Місією організації «ПроОсвіта» є створення належних умов для формування і розвитку демократичної громадянської культури серед дітей та молоді невеликих населених пунктів України.
- Edera — студія онлайн-освіти для освітян та громадянського суспільства, яка має власний R&D-юніт.[13]

## Неформальна освіта в Україні
У законодавстві України неформальна освіта визначається як складова освіти дорослих. Відповідно до Закону України «Про освіту» (2017), вона розглядається як освіта, що здобувається поза формальною системою та підтверджується сертифікатами, дипломами або іншими документами.
Неформальна освіта в Україні активно розвивається через:
- громадські організації;
- онлайн-платформи для навчання дорослих;
- тренінгові центри, EdTech-сервіси;
- корпоративні програми навчання.

Одним із провідних провайдерів неформальної освіти в Україні є платформи на кшталт Prometheus, Дія.Освіта, WeStudy, Coursera та інші.

### Інновації та перспективи в освітніх практиках: неформальна освіта
Неформальна освіта активно інтегрує інноваційні технології та методи, що сприяють підвищенню ефективності навчання та розширенню доступу до знань. Серед основних інноваційних трендів варто відзначити:
- впровадження цифрових платформ і мобільних застосунків для дистанційного навчання;
- використання гейміфікації та інтерактивних методик для підвищення мотивації учнів;
- розвиток персоналізованих навчальних маршрутів з урахуванням індивідуальних потреб і інтересів;
- створення спільнот практиків і мережевих проєктів, що підтримують обмін знаннями та досвідом[21].

Перспективи розвитку неформальної освіти пов'язані з подальшою цифровізацією, розширенням доступу до освітніх ресурсів для різних груп населення, а також інтеграцією неформальної освіти з формальними і інформальними освітніми системами. Важливим напрямом є також розвиток компетентностей для цифрової економіки та суспільства знань.
Таким чином, неформальна освіта виступає ключовим інструментом для підтримки безперервного професійного розвитку, соціальної інтеграції та особистісного зростання громадян.